# Плајешиј де Сус (Харгита)
Плајешиј де Сус (рум. Plăieșii de Sus) насеље је у Румунији у округу Харгита у општини Плајешиј Де Жос. Oпштина се налази на надморској висини од 712 m.

## Становништво
Према подацима из 2002. године у насељу је живело 836 становника.

### Попис2002.
| Расподела становништва по националности 2002.‍ | Расподела становништва по националности 2002.‍ | Расподела становништва по националности 2002.‍ | Расподела становништва по националности 2002.‍ | Расподела становништва по националности 2002.‍ |
| --------------------------------------------- | --------------------------------------------- | --------------------------------------------- | --------------------------------------------- | --------------------------------------------- |
|                                               |                                               |                                               |                                               |                                               |
| Румуни                                        | Румуни                                        |                                               | 52                                            | 6,2%                                          |
| Мађари                                        | Мађари                                        |                                               | 642                                           | 76,8%                                         |
| Роми                                          | Роми                                          |                                               | 142                                           | 17,0%                                         |